# خلنج محلم
خلنج محلم (الاسم العلمي:Erica mammosa) هو نوع من النباتات يتبع جنس الخلنج من الفصيلة الخلنجية.

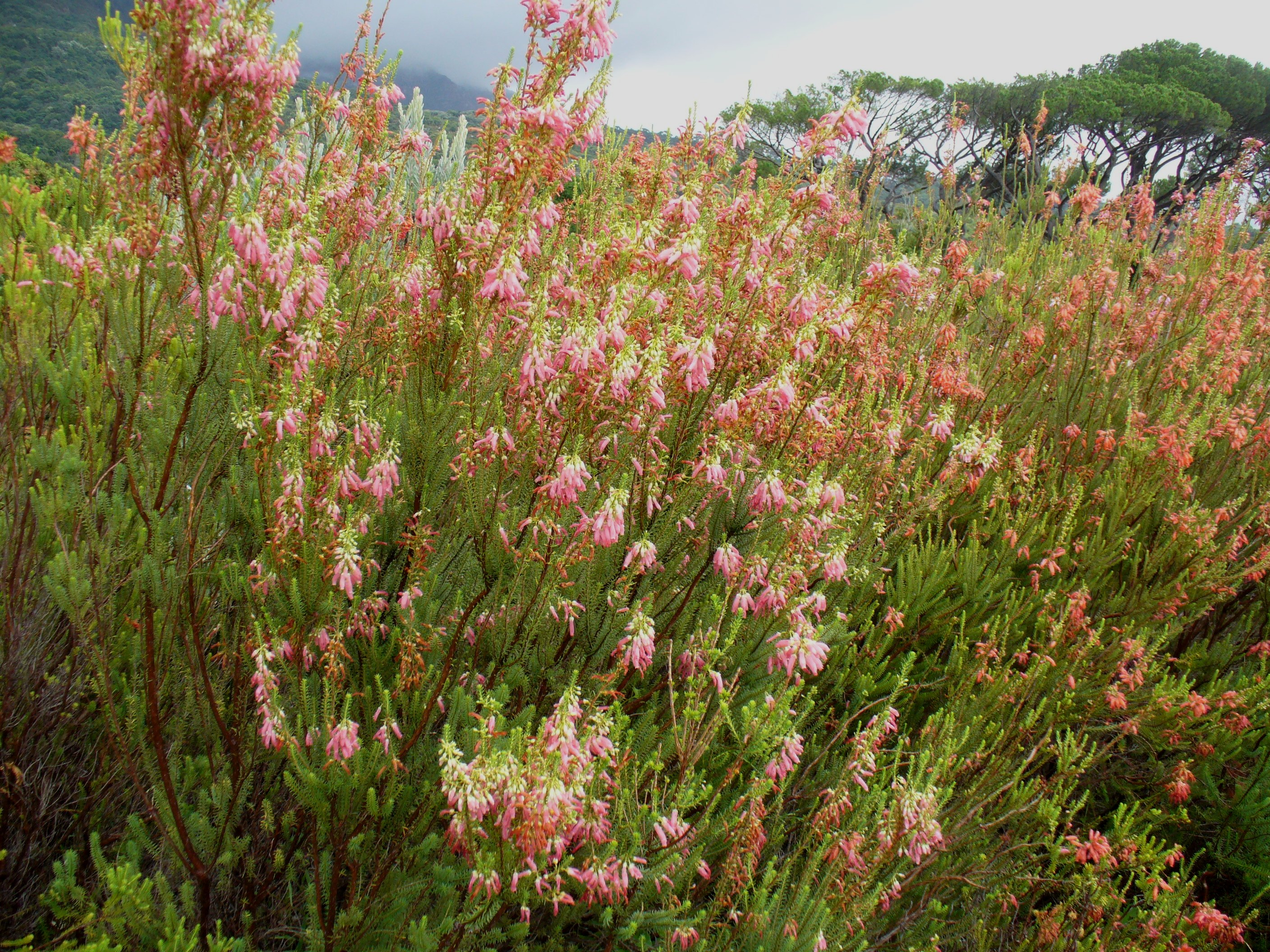
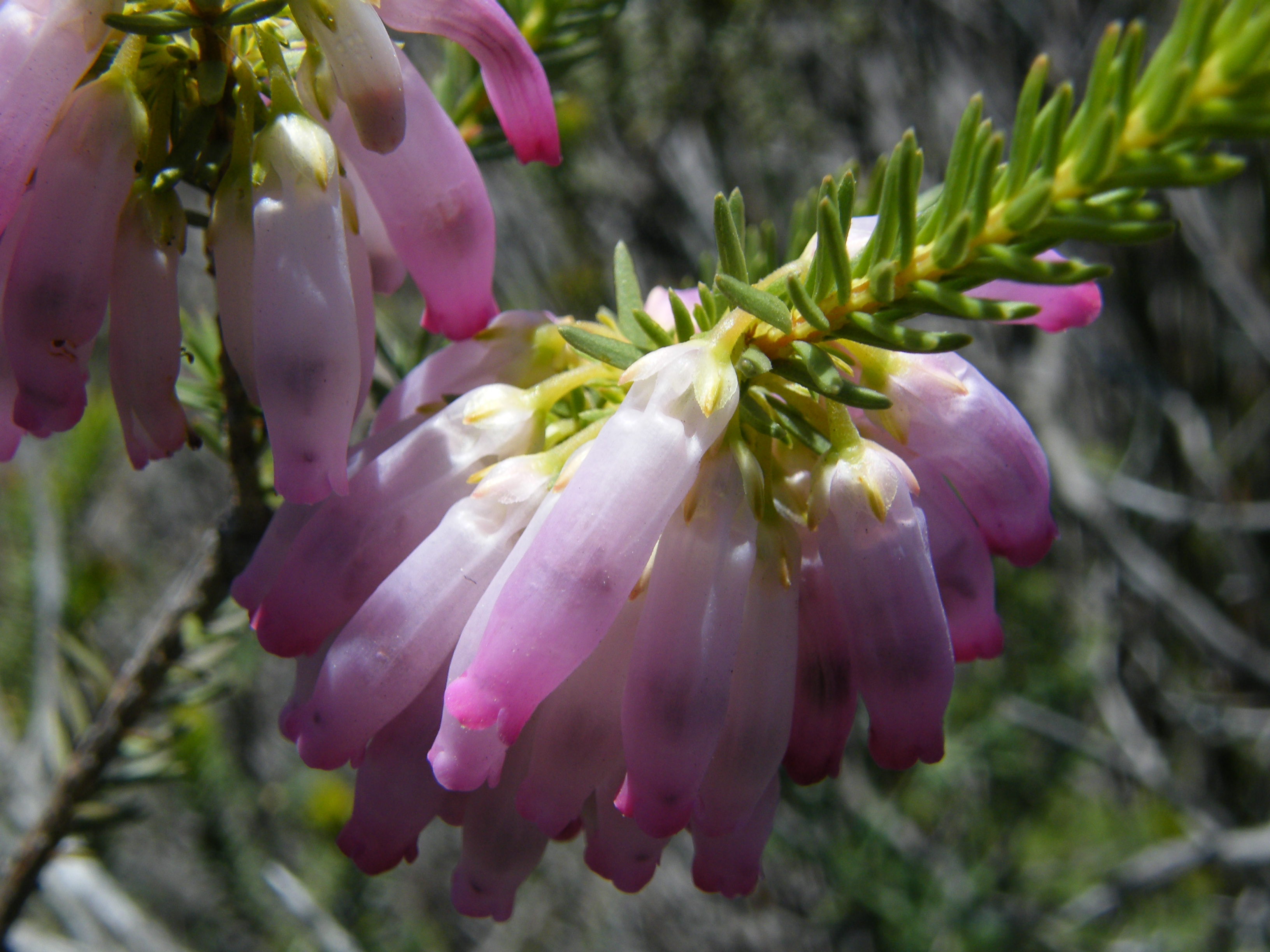
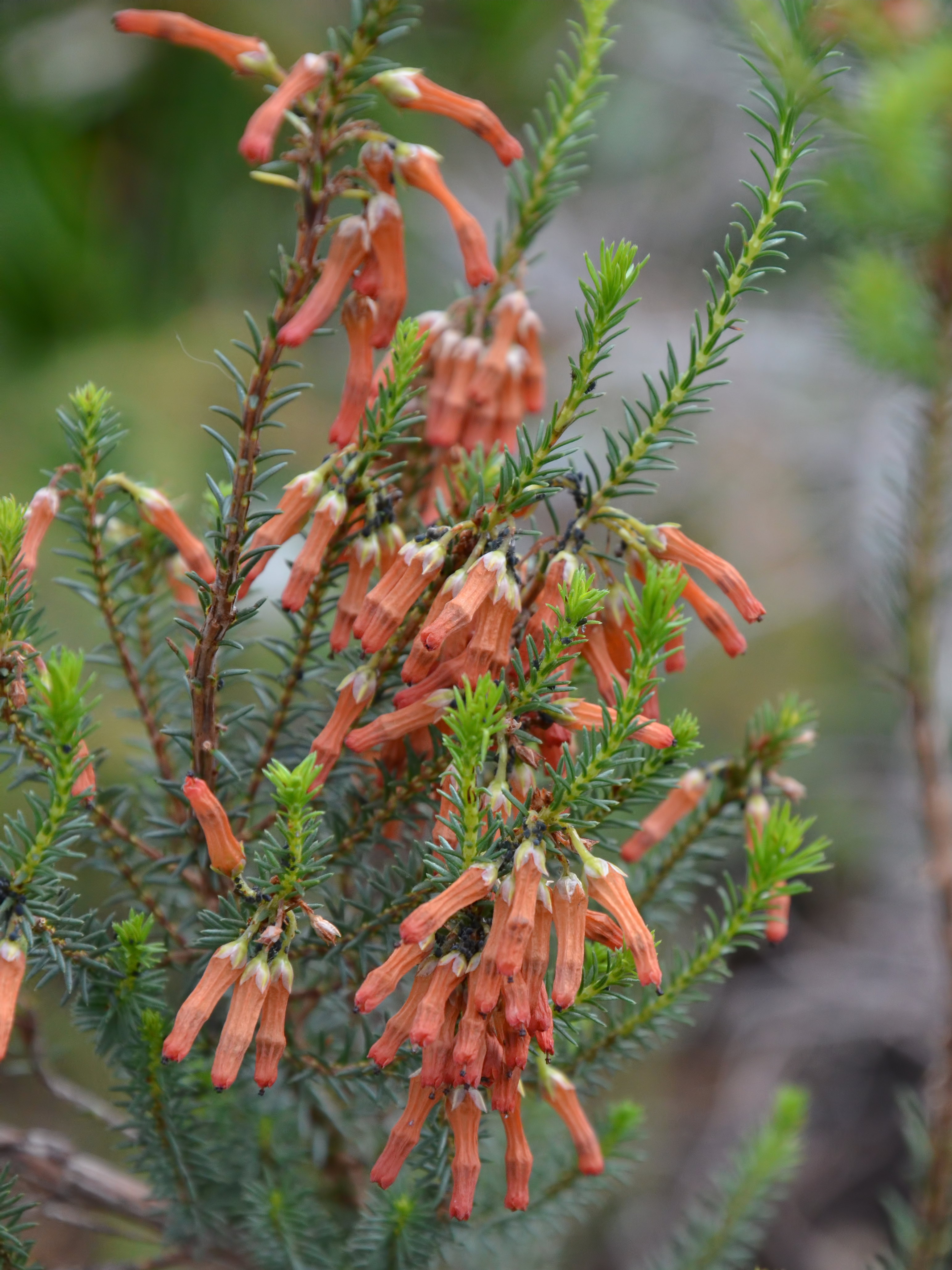
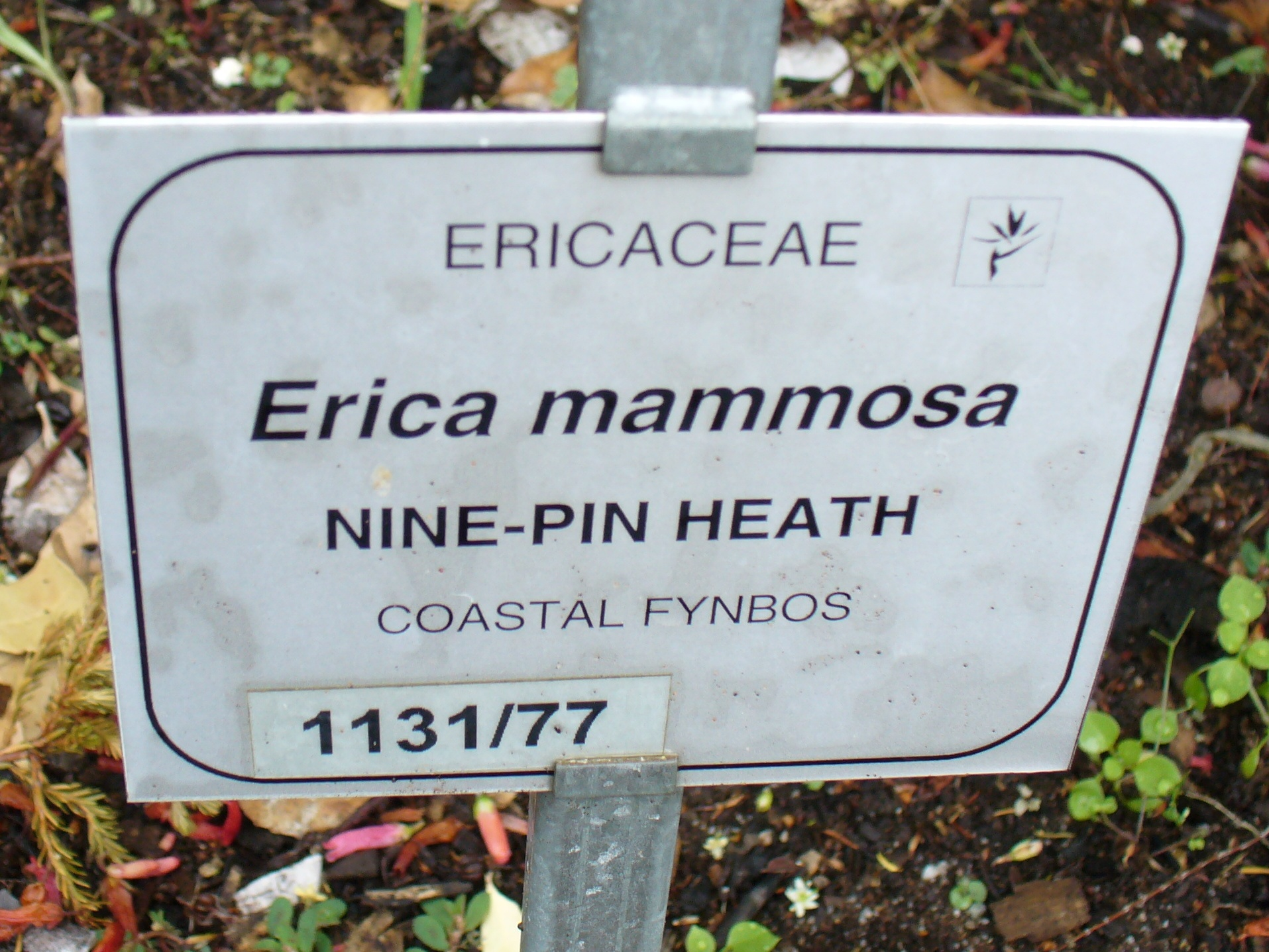